# Ямагучи (префектура)
Ямагучи (на японски: 山口県, по английската Система на Хепбърн Yamaguchi-ken, Ямагучи-кен) е една от 47-те префектури на Япония, разположена е в югозападната част на страната на най-големия японски остров Хоншу. Ямагучи е с население от 1 490 072 жители (25-а по население към февруари 2006 г.) и има обща площ от 6110,94 км² (22-ра по площ). Едноименният град Ямагучи е административният център на префектурата. В Ямагучи са разположени 13 града.